# Intelsat 507
O Intelsat 507 (anteriormente denominado de Intelsat V F-7) foi um satélite de comunicação geoestacionário construído pela Ford Aerospace, ele era de propriedade da Intelsat. O satélite foi baseado na plataforma Intelsat-5 bus e sua vida útil estimada era de 7 anos. O mesmo saiu de serviço em agosto de 1996.

## Lançamento
O satélite foi lançado com sucesso ao espaço no dia 19 de outubro de 1983, às 00:45:36 UTC, por meio de um veículo Ariane 1 a partir do Centro Espacial de Kourou, na Guiana Francesa. Foi o primeiro satélite Intelsat lançado por um veículo não estadunidense. Ele tinha uma massa de lançamento de 1.928 kg.

## Capacidade
O Intelsat 507 era equipado com 21 transponders de banda C e 4 de banda Ku para 12.000 circuitos de áudio e 2 canais de TV.